# Österreichischer Zeitschriften- und Fachmedienverband
Der Österreichische Zeitschriften- und Fachmedien-Verband (ÖZV) wurde 1946 unter der Ägide von Friedrich Funder gegründet. Er ist die Berufs- und Standesorganisation der Herausgeber und Verleger österreichischer Zeitschriften und Fachmedien. Präsidentin des Verbandes ist Claudia Gradwohl von der VGN Medien Holding. Der ÖZV ist Mitglied des europäischen Magazinverleger-Verbandes EMMA (European Magazine Media Association) und der FIPP - the worldwide magazine media association.

## Kooperation mit dem VÖZ
Seit 1. Juli 2013 kooperieren ÖZV und VÖZ auf organisatorische Ebene miteinander. Die VÖZ-Geschäftsstelle serviciert nun auch die Mitgliedsverlage des ÖZV. Der Österreichische Zeitschriften- und Fachmedienverband bleibt als eigenständiger Verein erhalten.